# Aeroporto di Dikson
L'aeroporto di Dikson conosciuto anche come l'aeroporto di Isola Dikson (in russo: Аэропорт Острова Диксон) è un piccolo aeroporto regionale ed un ex-base aerea militare russa-sovietica situata a 5 km dalla città di Dikson (nominata anche come la Capitale Dell'Artico), nel Kraj di Krasnojarsk, in Russia.
Fondato nel 1930, l'aeroporto di Dikson serve la città portuale di Dikson sul Mare di Kara sulla rotta artica ed anche un centro di ricerca polare della Russia.

## Posizione geografica
La durata del giorno polare alla città di Dikson dal 5 maggio al 10 agosto. Le condizioni climatiche molto estreme come le temperature medie annuali di circa -12 °C.
Il Polo Nord dista circa 2 ore di volo dall'aeroporto di Dikson.

## Strategia
Dal 16 settembre a dicembre 2010 la pista aeroportuale è stata chiusa per il decollo/atterraggio degli aerei per la ricostruzione.

## Dati tecnici
L'aeroporto di Dikson è una filiale della compagnia aerea statale russa di Noril'sk.
L'aeroporto di Dikson è dotato attualmente di una pista attiva cementata 1,500 x 46 m che permette il decollo/atterraggio degli aerei Antonov An-24, Antonov An-26, Antonov An-32, Antonov An-74, Yakovlev Yak-40, e degli elicotteri Mil Mi-8T e Mil Mi-8MTB.
L'aeroporto di Dikson è aperto nel periodo estivo dalle 2:00 alle 9:00 e nel periodo invernale dalle 03:00 alle 10:00 (ora UTC).
Il peso massimo permesso al decollo dall'aeroporto è di 64 tonnellate.